# Вулиця Уласа Самчука-бічна (Тернопіль)
Вулиця Уласа Самчука-бічна — коротка вулиця в житловому масиві «Канада» міста Тернополя. Названа на честь українського письменника, журналіста і публіциста Уласа Самчука.

## Відомості
Розпочинається від вулиці Михайла Рудницького, пролягає на південь, згодом — на захід до вулиці Уласа Самчука, де і закінчується. На вулиці розташовані приватні будинки.

## Транспорт
Рух вулицею — двосторонній, дорожнє покриття — асфальт. Громадський транспорт по вулиці не курсує, найближчі зупинки знаходяться на проспектах Злуки та Степана Бандери.